# Nicola Cassio
Nicola Cassio (Trieste, 9 luglio 1985) è un nuotatore italiano.
Stileliberista specializzato soprattutto nella staffetta 4×200 m, dove con la nazionale ha ottenuto i maggiori successi e in Italia ha vinto tutti i campionati nazionali dal 2005 ai campionati primaverili del 2010.
Nella staffetta 4×200 ha vinto, oltre ai campionati italiani, dove ha vinto 17 ori, 12 argenti e 5 bronzi, 1 oro ai Giochi del Mediterraneo (Pescara, 2009), 1 oro ai mondiali  in vasca corta a Shangai nel 2006, 2 ori nei campionati europei, a Budapest nel 2006 ed a Eindhoven nei Paesi Bassi nel 2008 ed un oro alle Universiadi di Smirna (Turchia) nel 2005.
Nelle gare di stile libero 200 metri ha vinto 2 ori ai Campionati Italiani: uno negli estivi del 2006 ed uno nei primaverili del 2008.  
Nello stile libero 400 metri ha vinto un oro ai Campionati Italiani invernali del 2005, oltre ad un argento ai campionati giovanili europei di Glasgow nel 2003.
Ha vinto anche un oro alla staffetta 4×100 stile libero, ai Campionati Italiani estivi del 2009 e 2 nella staffetta Mista 4× 100 ai Campionati Italiani estivi del 2007 e a quelli primaverili del 2008. 
Nel 2021 si è candidato per il consiglio comunale di Trieste a sostegno del candidato sindaco di centrosinistra Francesco Russo con la Lista Russo - Punto Franco, senza venire eletto.   

## Palmarès
| Giochi olimpici             | 200 m st. libero          | 400 m st. libero          | ---                              | 4×200 m st. libero                |
| 2008 Pechino Cina           | ---                       | ---                       | ---                              | 4º nuota in batteria              |
| Campionati del mondo        | 200 m st. libero          | 400 m st. libero          | ---                              | 4×200 m st. libero                |
| 2007 Melbourne Australia    | 8º 1'49"13                | ---                       | ---                              | 5º - 7'12"31 frazione: 1'47"87    |
| Mondiali in vasca corta     | 200 m st. libero          | 400 m st. libero          | ---                              | 4×200 m st. libero                |
| 2006 Shanghai Cina          | ---                       | 8º 3'46"79                | ---                              | Oro: 6'59"08 frazione: 1'45"40    |
| 2008 Manchester Regno Unito | ---                       | ---                       | ---                              | Bronzo: 6'58"39 frazione: 1'45"28 |
| Campionati europei          | 200 m st. libero          | 400 m st. libero          | ---                              | 4×200 m st. libero                |
| 2006 Budapest Ungheria      | ---                       | 11º in batteria 3'48"99   | ---                              | Oro: 7'09'60 frazione: 1'47"56    |
| 2008 Eindhoven Paesi Bassi  | 6º 1'48"63                | ---                       | ---                              | Oro: 7'09"94 frazione: 1'46"57    |
| Europei in vasca corta      | 200 m st. libero          | 400 m st. libero          | 200 m dorso                      | ---                               |
| 2005 Trieste Italia         | ---                       | 16º in batteria 3'46"80   | ---                              | ---                               |
| 2007 Debrecen Ungheria      | 22º in batteria 1'47"51   | 17º in batteria 3'47"89   | ---                              | ---                               |
| 2008 Rijeka Croazia         | ---                       | 17º in batteria 3'46"70   | 9º in batteria 1'54"56           | ---                               |
| Giochi del Mediterraneo     | ---                       | ---                       | ---                              | 4×200 m st. libero                |
| 2009 Pescara Italia         | ---                       | ---                       | ---                              | Oro nuota in batteria             |
| Universiadi                 | 200 m st. libero          | 400 m st. libero          | 4×100 m st. libero               | 4×200 m st. libero                |
| 2005 Smirne Turchia         | elim. in batteria 1'51"31 | elim. in batteria 3'59"09 | ---                              | Oro: 7'19"51 frazione: 1'48"66    |
| 2007 Bangkok Thailandia     | 4º 1'48"46                | 12º in batteria 3'54"04   | ---                              | Bronzo: 7'17"93 frazione: 1'48"49 |
| 2009 Belgrado Serbia        | 7º 1'49"33                | 16º in batteria 3'53"85   | Argento: 3'16"07 frazione: 48"90 | 5º - 7'19"00 frazione: 1'48"81    |
| 2011 Shenzhen Cina          | 20º in batteria 1'52"29   | ---                       | 4º - 3'19"59 frazione: 50"48     | 5º - 7'20"86 frazione: 1'50"04    |
| Europei giovanili           | 200 m st. libero          | 400 m st. libero          | 4×100 m st. libero               | 4×200 m st. libero                |
| 2003 Glasgow Scozia         | 4º 1'51"81                | Argento 3'52"02           | 5º - 3'27"01 frazione: 51"92     | Bronzo: 7'27"75 frazione: 1'50"26 |

### Campionati italiani
3 titoli individuali e 14 in staffette, così ripartiti:
- 2 nei 200 m stile libero
- 1 nei 400 m stile libero
- 1 nella staffetta 4×100 m stile libero
- 11 nella staffetta 4×200 m stile libero
- 2 nella staffetta 4×100 m mista

nd = non disputata
| Anno | Edizione    | st.libero 200 m | st.libero 400 m | st.libero 800 m | st.libero 4×100 m | st.libero 4×200 m | dorso 200 m | mista 4×100 m |
| ---- | ----------- | --------------- | --------------- | --------------- | ----------------- | ----------------- | ----------- | ------------- |
| 2005 | Primaverili | -               | 3               | -               | -                 | 1                 | -           | -             |
| 2005 | Estivi      | -               | -               | -               | -                 | 1                 | -           | -             |
| 2005 | Invernali   | -               | 1               | -               | nd                | nd                | -           | nd            |
| 2006 | Primaverili | -               | 2               | -               | -                 | 1                 | -           | 2             |
| 2006 | Estivi      | 1               | -               | 2               | -                 | 1                 | -           | 2             |
| 2006 | Invernali   | -               | 2               | -               | nd                | nd                | -           | nd            |
| 2007 | Primaverili | -               | -               | -               | 2                 | 1                 | -           | 3             |
| 2007 | Estivi      | 3               | -               | -               | -                 | 1                 | -           | 1             |
| 2008 | Primaverili | 1               | -               | -               | 2                 | 1                 | -           | 1             |
| 2008 | Estivi      | 2               | -               | -               | -                 | 1                 | -           | 3             |
| 2008 | Invernali   | -               | -               | nd              | nd                | nd                | 2           | nd            |
| 2009 | Primaverili | -               | -               | -               | 2                 | 1                 | -           | -             |
| 2009 | Estivi      | -               | -               | -               | 1                 | 1                 | -           | -             |
| 2009 | Invernali   | -               | -               | nd              | nd                | nd                | 2           | nd            |
| 2010 | Primaverili | -               | -               | -               | 3                 | 1                 | -           | -             |
| 2011 | Primaverili | -               | -               | -               | -                 | 2                 | -           | -             |